# Monika Faber
Monika Faber (* 1954 in Wien) ist eine österreichische Kunsthistorikerin. Schwerpunkt ihrer Forschungstätigkeit ist die Geschichte der Fotografie. Faber war von 1999 bis 2011 Chefkuratorin der Fotosammlung der Albertina, seit 2011 leitet sie das Photoinstitut Bonartes, das sich der Erforschung der historischen Fotografie in Österreich und Mitteleuropa widmet.

## Werdegang
Faber studierte Kunstgeschichte und Klassische Archäologie in Wien. Von 1979 bis 1999 war sie Kustodin der Grafik- und Fotografiesammlung sowie Kuratorin am Museum moderner Kunst Stiftung Ludwig Wien (mumok), danach Chefkuratorin der Fotosammlung in der Albertina. Als „schweren Schlag für Albertina-Direktor Klaus A. Schröder“ bezeichnete Thomas Trenkler (Der Standard) Fabers berufliche Neuorientierung im Jahr 2011. „Mit ihren Ausstellungen schreibt sie Fotogeschichte“, hieß es im Falter anlässlich der Eröffnung von zwei Ausstellungen im Jahr 2018: Für das Mumok hatte Faber Photo / Politics / Austria kuratiert, für das Leopold Museum eine Präsentation des Schaffens von Madame d’Ora – die Studioporträts dieser Fotografin hatte Faber 35 Jahre zuvor „aus der Versenkung geholt“, so Der Falter. Im selben Jahr wurde Faber im Standard als „die Doyenne der österreichischen Fotografie-Forschung“ bezeichnet. In der Feuilletonbeilage „extra“ der bis 30. Juni 2023 im Druck erschienenen Wiener Zeitung verfasste Monika Faber die Kolumne „schwarz & weiß“.
Zu jenen Fotokünstlern, die durch Monika Faber neu- oder wiederentdeckt wurden, zählt auch Anton Josef Trčka. Über Fabers Monografie zu Trčka schrieb Hellmut Butterweck in der Furche, die Autorin entreiße damit „nicht nur eine interessante Persönlichkeit der Vergessenheit“. Das Buch sei auch „Dokument einer abenteuerlichen Spurensuche nach dem wenigen, was überlebende Verehrer seiner Kunst über Trčka noch mitteilen konnten“.
Faber war Vorstandsmitglied der Österreichischen Sektion der Association Internationale des Critiques d’Art, seit 1993 ist sie auch als Lektorin für Fotografiegeschichte an der Universität Wien tätig.
Sie lebt in ihrer Geburtsstadt.

## Publikationen
- Anton Josef Trčka, 1893–1940. Erschienen anlässlich der gleichnamigen Ausstellung im Juli 1999 im Rupertinum, Museum für Zeitgenössische und Moderne Kunst, Salzburger Landessammlungen. Brandstätter, Wien 1999.
- Die Weite des Eises. Arktis und Alpen 1860 bis heute: Vom Durchmessen des Eises mit der Kamera. Hatje Cantz, Ostfildern 2008.
- Foto.Buch.Kunst: Umbruch und Neuorientierung in der Buchgestaltung – Österreich 1840–1940. Schlebrügge Editor, Wien 2019, ISBN 978-3-903172-39-5.
- Herbert List. Panoptikum. Spector Books, Leipzig 2022, ISBN 978-3-95905-581-9.
- Walter Moser (Hg.): Pionierleistung Fotogeschichte. Blick zurück in die Zukunft. Festschrift für Monika Faber. Fotohof Edition, Salzburg 2024, ISBN 978-3-903334-75-5.